# Echinodium renauldii

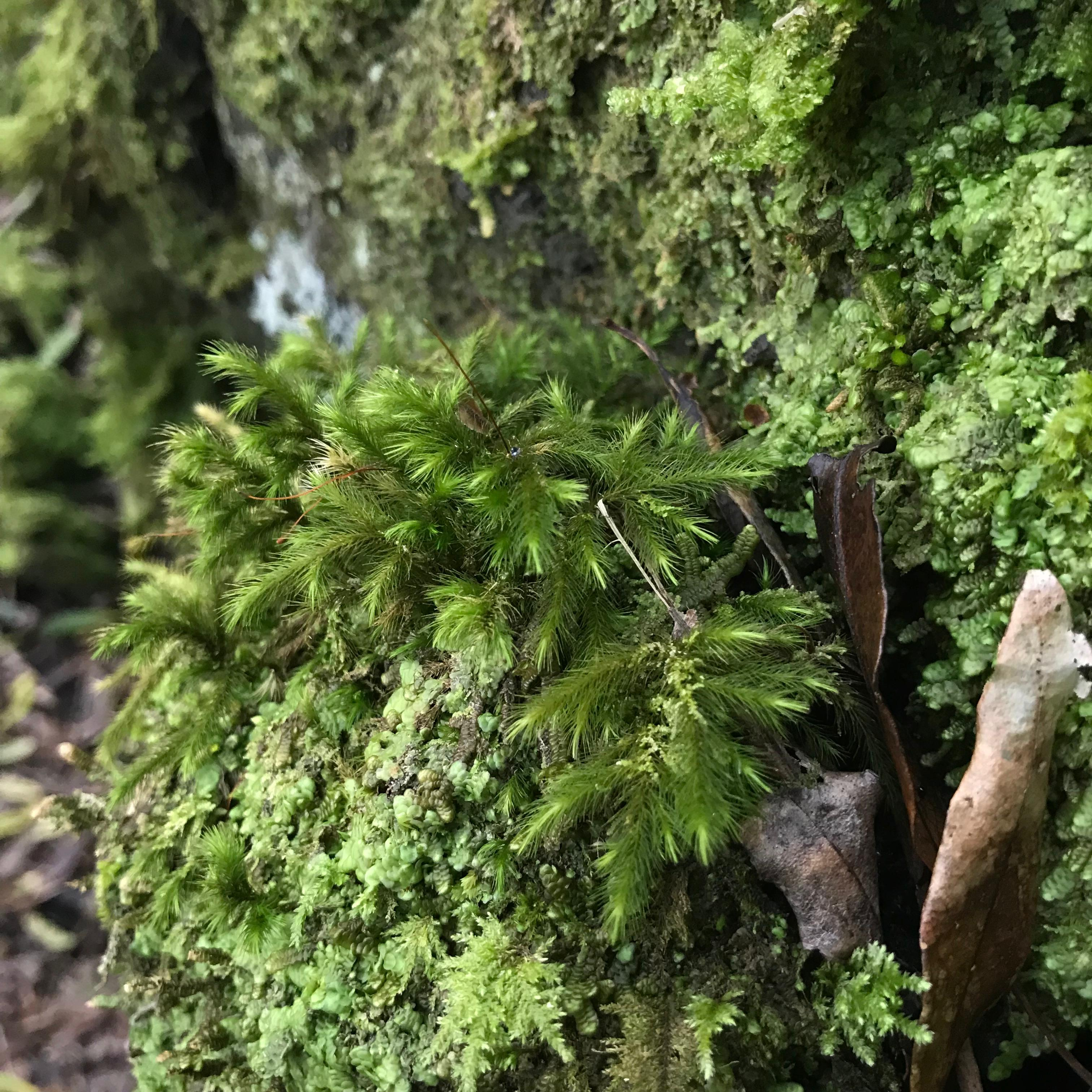
Echinodium reunauldii encontrado na entrada da Gruta das Torres, Ilha do Pico.

Echinodium renauldii (Cardot) Broth. é um briófito saxícola endémico nos Açores. 

## Descrição
Musgo pleurocárpico de tamanho médio com filídios longos, ramificados, terminando numa ponta fina. A planta apresenta uma cor verde-escuro, brilhante, frondes verde-amarelados com cerca de 5 cm de comprimento, filideos erectos subulatos de base triangular, ligeiramente plicadas, com uma faixa amarela dourada composta por 5 a 10 filas de células lineares alongadas e cápsula vermelha alaranjada também ela alongada.

## Distribuição ehabitat
A espécie é endémica nos Açores, onde ocorre numa dezena de localidades, abaixo dos 450 m de altitude.
Ocorre em áreas abrigadas e sombrias das florestas naturais, crescendo preferencialmente sobre rocha.